# Ivar Lundh
Ivar Lundh, född 16 april 1648 i Lund, död 2 december 1702 i Gränna stadsförsamling, Jönköpings län, var en svensk präst.

## Biografi
Ivar Lundh föddes 1648 (eller 1650) i Lund (eller Malmö). Han var son till murmästaren Hans Lund. Lundh disputerade vid Lunds universitet 1672 (de fide infantum baptizatorum, p. I, pres. C. Papke) och blev predikant vid kungl. gardet. Därefter blev han sacellan vid Riddarholmskyrkan i Stockholm. Lundh blev 10 januari 1685 kyrkoherde i Gränna stadsförsamling, tillträde 1686. Han avled 1702 i Gränna stadsförsamling.

### Familj
Lundh gifte sig i Stockholm med Beata Larsdotter. De fick tillsammans barnen Johannes Lundh, Olof Lundh (född 1687), Beata Lundh (född 1690) som var gift med pedagogen Jonas Comaelius i Gränna, en son och två döttrar.